# Regalia gracilimana
Regalia gracilimana is een vlokreeftensoort uit de familie van de Regaliidae. De wetenschappelijke naam van de soort is voor het eerst geldig gepubliceerd in 1934 door Pirlot.